# Instituto de la Tierra

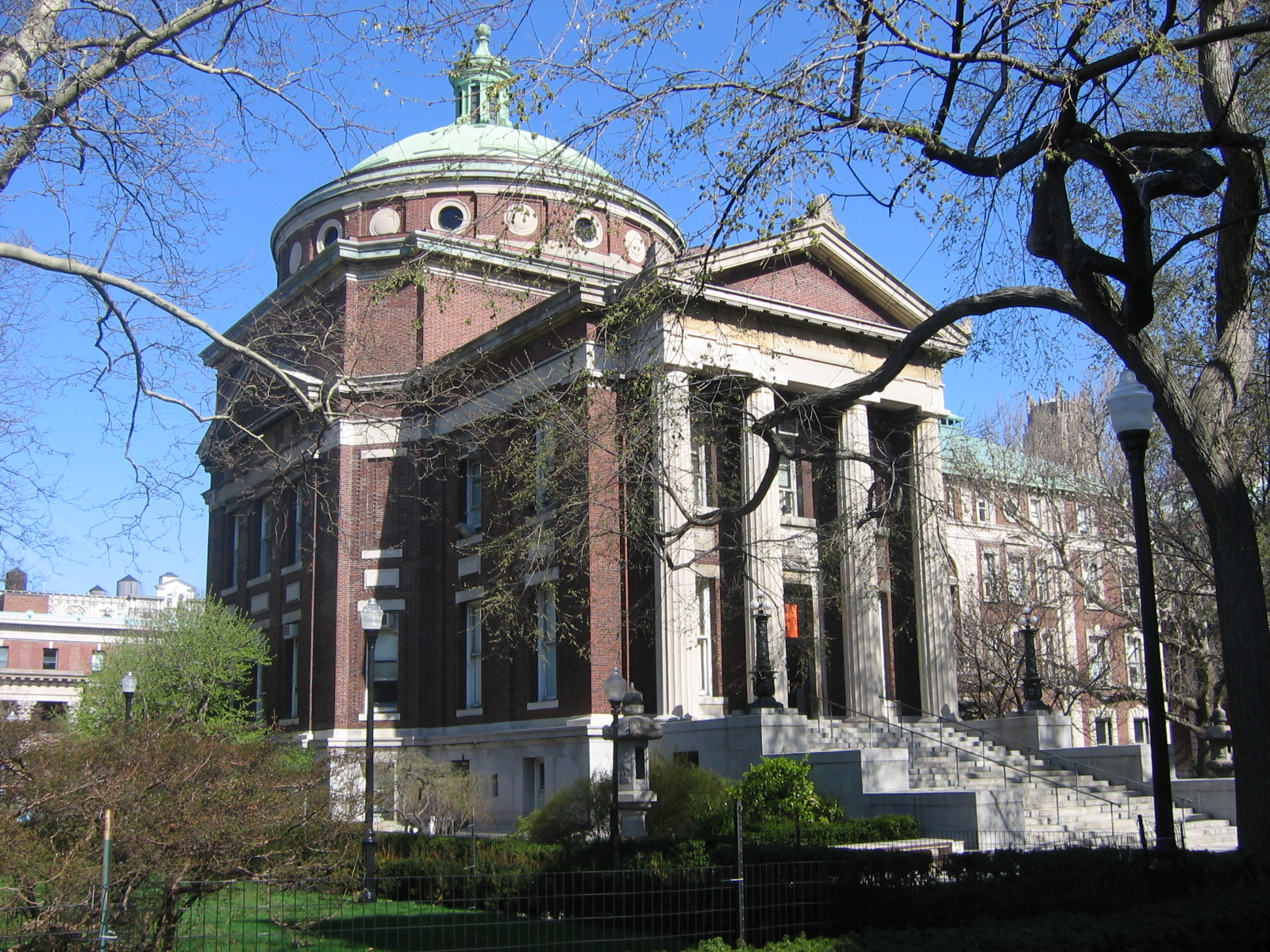
El edificio Earl (Earl Hall) de la Universidad de Columbia. En esta universidad se fundó el Instituto de la Tierra.

El Instituto de la Tierra (The Earth Institute) se fundó en la Universidad de Columbia en 1995. Se trata de un centro de investigación cuya misión declarada es, centrándose en el desarrollo sostenible, abordar los complejos asuntos que encaran el planeta y sus habitantes. Con un planteamiento interdisciplinar, esto incluye investigaciones sobre calentamiento mundial, geología, salud mundial, economía, gestión, agricultura, ecosistemas, urbanización, energía, peligros y agua. Las actividades del Instituto de la Tierra están guiadas por la idea de que la ciencia y las herramientas tecnológicas que ya existen podrían aplicarse para mejorar grandemente la situación de los pobres del mundo, a la vez que se preservan los sistemas naturales que sostienen la vida en la Tierra.

## Descripción
El Instituto de la Tierra apoya proyectos pioneros en ciencias e ingenierías biológicas, sociales y sanitarias, a la vez que impulsa activamente proyectos interdisciplinares —que a menudo combinan ciencias naturales y sociales— para buscar soluciones sostenibles a problemas mundiales reales.
En su trabajo, este instituto es consciente de las pasmosas disparidades entre países ricos y pobres, y del enorme impacto que problemas de escala mundial —como la pandemia del sida, el calentamiento mundial y la pobreza extrema— tienen en todas las naciones.

## Unidades de investigación

### Observatorio Terrestre Lamont–Doherty
El Observatorio Terrestre Lamont–Doherty (LDEO por sus siglas en inglés) se fundó en 1949 y es una institución de investigación de clase mundial especializada en Ciencias de la Tierra. El LDEO investiga todos los aspectos del planeta, tanto por encima de la superficie como por debajo, tanto en tierra firme como en el mar, con temas que incluyen terremotos, volcanes, calentamiento mundial, recursos y riesgos medioambientales. El LDEO está dirigido por Sean Solomon.

### Centro de Investigación en Sistemas Climáticos
Fundado en 1994, el Centro de Investigación en Sistemas Climáticos (CCSR por sus siglas en inglés) es una pieza clave del Instituto de la Tierra con más de 25 científicos y personal investigando el clima de la Tierra. Al ser la pasarela de la Universidad de Columbia a la NASA y más allá, el CCSR tiene una relación especial con el Instituto Goddard de Estudios Espaciales (GISS por sus siglas en inglés, que no deben confundirse con GIS, sistema de información geográfica), porque ambos se encuentran en el Armstrong Hall de la universidad, encima de Tom's Restaurant, en la ciudad de Nueva York. Aquí trabajan conjuntamente los científicos de Columbia y de la NASA para comprender mejor la sensibilidad y la variabilidad del clima ante mecanismos como el forzamiento radiativo o la retroalimentación, y particularmente su impacto en la humanidad y la estabilidad medioambiental. El director del CCSR es el doctor Michael J. Puma.

### Centro del Agua de Columbia
El Centro del Agua de Columbia (CWC por sus siglas en inglés) se fundó en 2008. Investiga a la valoración, comprensión y resolución de la actual crisis mundial de escasez de agua. El objetivo del CWC es diseñar modelos fiables y sostenibles de gestión del agua y desarrollo que puedan aplicarse a escala local, regional y mundial. El CWC realiza proyectos nacionales e internacionales. Algunos se llevan actualmente a cabo en India, Malí, Brasil y China. El director del CWC es Upmanu Lall.

### Centro para Ríos y Estuarios
El Centro para Ríos y Estuarios pretende comprender mejor los ríos y estuarios en todo el mundo. Esto incluye la distribución, transporte e impregnación (en inglés, flux, fenómeno diferente a flow, flujo) de contaminantes, sedimentos, nutrientes, materia orgánica, carbono y aerosoles. El centro también estudia la evolución y conexión de marismas y humedales.
El centro se divide en 3 áreas principales de investigación: mantenimiento del río Hudson y el puerto de Nueva York, búsqueda de soluciones para utilizar los sistemas hídricos sin dañar los ecosistemas de la cuenca hidrográfica, y mantenimiento de las diversas pesquerías de estuario para uso comercial y recreativo.

### Centro del Instituto de la Tierra para la Sostenibilidad Medioambiental
El Centro del Instituto de la Tierra para la Sostenibilidad Medioambiental (EICES por sus siglas en inglés), conocido anteriormente como "Centro de Conservación e Investigación Medioambiental" (CERC), se ha implicado activamente en proteger biodiversidad y ecosistemas. El EICES se dedica al desarrollo de un mundo rico, robusto y vibrante dentro del cual se pueda garantizar un futuro sostenible. A través de diversos socios estratégicos en ciencia, educación y servicios itinerantes (outreach), el centro elabora programas que promueven el bienestar humano a través de la preservación, restauración y gestión de la biodiversidad y los servicios del ecosistema.

### Centro de Ingeniería de la Tierra
El Centro de Ingeniería de la Tierra (EEC por sus siglas en inglés) se fundó en 1996 y sirve como la principal unidad de ingeniería del Instituto de la Tierra. El objetivo del EEC es encontrar soluciones para conseguir un desarrollo sostenible de los recursos naturales como agua, energía, minerales, materias primas, y el medio ambiente en conjunto. Emplea a más de 20 miembros de la Escuela de Ingenieros de Columbia y especialistas de otras facultades de esta universidad, así como organizaciones medioambientales y otras universidades. El EEC es una parte de la Escuela de Minas Henry Krumb y está ligado al departamento de Ingeniería ambiental. El director del EEC es el profesor Nickolas Themelis.

### Centro Lenfest para la Energía Sostenible
La misión del Centro Lenfest para la Energía Sostenible (LCSE por sus siglas en inglés) es hacer avanzar la ciencia y desarrollar tecnologías innovadoras que proporcionen energía sostenible para toda la humanidad y a la vez mantengan la estabilidad de los sistemas naturales de la Tierra. Entre sus áreas de investigación se cuentan captura y almacenamiento de carbono, conceptos de combustible avanzado y pequeños sistemas de conversión de energía a (p. ej. el proceso Fischer-Tropsch). La directora del LCSE es Ah-Hyung (Alissa) Park.

### Centro para el Desarrollo Sostenible
El Centro para el Desarrollo Sostenible (CSD por sus siglas en inglés) es una unidad de investigación encargada de la gestión de actividades de ciencias sociales. Su misión es aplicar planteamientos de ciencias sociales a problemas de desarrollo internacional. El CSD colabora con los departamentos de ciencias sociales de la Universidad de Columbia y se centra principalmente en investigación interdisciplinar y aplicación de políticas. El centro opera con el principio de que las soluciones deben abarcar muchas disciplinas, porque los problemas también lo hacen. Entre estas disciplinas pueden citarse medio ambiente, salud pública, preparación frente a desastres y planificación económica.

### Centro para el Estudio de Ciencia y Religión
El Centro para el Estudio de Ciencia y Religión (CSSR por sus siglas en inglés) es un foro colaborativo diseñado para examinar los temas «que se encuentran en la frontera de las maneras científica y religiosa de entender el mundo.» El CSSR trabaja a través de disciplinas y escuelas de pensamiento en un esfuerzo para que los científicos sociales incorporen la religión y los rituales en el modelado y predicción del comportamiento humano, particularmente en las áreas de planificación social, investigación y políticas. El director del CSSR es Robert Pollack

### Centro sobre Capitalismo y Sociedad
El Centro sobre Capitalismo y Sociedad busca determinar los medios por los cuales un país puede conseguir éxito económico a través de su capacidad de generar y desarrollar ideas comerciales sólidas. El trabajo del centro se basa en una teoría del capitalismo en la que emprendedores y financiadores son los actores clave, y el descubrimiento de ideas viables es la actividad esencial. El director es el profesor de economía y premio Nobel Edmund S. Phelps.

### Centro para el Desarrollo Urbano Sostenible
El Centro para el Desarrollo Urbano Sostenible (CSUD por sus siglas en inglés) fue fundado en 2004 por las Fundaciones Volvo para la Investigación y la Educación. Busca la creación de ciudades sostenibles, tanto físicamente como socialmente. El primer proyecto del CSUD fue elaborar usos del suelo y planificación del transporte que promovieran el crecimiento sostenible en países en desarrollo. El director es Elliott Sclar.

### Centro para la Red Internacional de Información sobre las Ciencias de la Tierra
El Centro para la Red Internacional de Información sobre las Ciencias de la Tierra (CIESIN por sus siglas en inglés) se fundó en 1989 como una ONG independiente para investigar la interacción entre las personas y el entorno. En 1998, el CIESIN pasó a formar parte del Instituto de la Tierra. Sus oficinas se encuentran en el Observatorio Terrestre Lamont–Doherty, en Palisades, Nueva York. El CIESIN proporciona una gran cantidad de datos e información sobre la Tierra para satisfacer las necesidades, tanto de científicos como de decisores, mediante educación, consulta y formación. Se centra en aplicar las modernas tecnologías de la información y la comunicación (TIC) a muchos problemas. Más específicamente, el CIESIN fue uno de los primeros grupos que desarrolló y proporcionó herramienteas informáticas interactivas que emplean Internet. El consejo de directores incluye al director Robert S. Chen, al vicedirector Marc Levy y a la coordinadora de comunicaciones Elisabeth Sydor.

### Instituto de Investigación Internacional para Clima y Sociedad
El Instituto de Investigación Internacional para Clima y Sociedad (IRI por sus siglas en inglés) se fundó en 1996 y pasó a formar parte del Instituto de la Tierra en 2005. Su misión es aumentar la capacidad de la sociedad para entender, anticipar y gestionar los impactos del clima, con el fin de mejorar el bienestar humano y el medio ambiente, especialmente en países en desarrollo. El IRI lleva a cabo esta misión a través de investigación estratégica y aplicada, educación, capacitación y suministro de previsiones y productos de información, con énfasis en la utilidad práctica y verificable, y la asociación con actores locales. Su directora es Lisa Goddard .

### Centro de Investigación sobre Riesgos
El Centro de Investigación sobre Riesgos (CHRR por sus siglas en inglés) se centra en valorar los peligros y en la gestión de riesgos adelantando capacidad predictiva e integrando ciencias troncales en ese esfuerzo. En el CHRR trabajan científicos físicos y sociales para reducir los impactos sobre la sociedad de los peligros, tanto naturales como antrópicos. Su director es Art Lerner-Lam.

### Centro Nacional de Preparación para Desastres
La misión del Centro Nacional de Preparación para Desastres (NCDP por sus siglas en inglés) es entender y mejorar la capacidad de un país para prepararse ante un desastre, responder a él y recuperarse, con especial interés en poblaciones vulnerables. El NCDP se centra en las áreas de investigación, políticas y prácticas. Sus 20 facultades afiliadas representan una amplia gama de conocimiento en múltiples disciplinas, como salud pública, medicina, ingeniería o enfermería. Lo dirige Irwin Redlener.

## Unidades conjuntas del Instituto de la Tierra
Las siguientes unidades fueron establecidas conjuntamente por el Instituto de Tierra y otra entidad.

### Centro para la Investigación de Decisiones Medioambientales
El Centro para la Investigación de Decisiones Medioambientales (CRED por sus siglas en inglés) se fundó a raíz del programa de toma de decisiones en entornos de incertidumbre (DMUU por sus siglas en inglés) de la Fundación de Ciencia Nacional. El CRED investiga la toma de decisiones en entornos de incertidumbre climática y riesgo medioambiental. Entre sus objetivos se encuentra promover la comunicación e información científicas para una respuesta colectiva al calentamiento mundial y la variabilidad climática. El CRED también está asociado con el Instituto de Políticas e Investigación Social y Económica (ISERP por sus siglas en inglés). Sus directores son David Krantz, Elke Weber, Benjamin Orlove y Kenneth Broad.

### Centro Columbia para la Inversión Sostenible
El Centro Columbia para la Inversión Sostenible (CCSI por sus siglas en inglés) es un organismo conjunto del Instituto de la Tierra y la Facultad de Derecho de Columbia. El CCSI investiga, asesora, trabaja sobre políticas, facilita el diálogo entre los múltiples actores e imparte formación sobre inversión sostenible (también llamada inversión socialmente responsable). En particular, sobre la sostenibilidad de inversiones en industrias extractivas, suelo y agricultura, su relación con las políticas de inversión y la ley, y temas transversales como la relación entre el calentamiento mundial y la inversión sostenible. CCSI Está dirigido por Lisa Sachs.

### Instituto Cooperativo para Aplicaciones de Clima e Investigación
El Instituto Cooperativo para Aplicaciones de Clima e Investigación (CICAR) formaliza una importante colaboración entre la Administración Nacional Oceánica y Atmosférica (NOAA), la Oficina de Investigación Oceánica y Atmosférica, (REMO por sus siglas en inglés, como las dos anteriores) y la Universidad de Columbia. El CICAR investiga temas como el modelado y predicción de la variabilidad del clima y cambio climático, recolección y análisis de datos paleoclimáticos, y suministro de información a los decisores sobre temas como recursos hídricos, agricultura, salud y políticas. Su director es Yochanan Kushnir.

### Laboratorio de Poblaciones
El Laboratorio de Poblaciones es una asociación entre las universidades Rockefeller y Columbia que investiga las poblaciones y sus cambios, incluyendo la extensión de enfermedades y las estructuras sociales. Utiliza con esta finalidad demografía, epidemiología y modelado estadístico para medir óptimamente las variaciones en poblaciones siempre cambiantes. Su director es Joel Cohen.

### Laboratorio de Diseño Urbano
El Laboratorio de Diseño Urbano, fundado por Richard Plunz, ofrece ayuda a las comunidades para identificar sus necesidades y escoger las estrategias que mejor las satisfarían. Esta ayuda está impulsada por investigación aplicada al diseño –con alternativas de conceptualización y construcción de prototipos– que puede actuar como catalizador en proyectos que fomenten el desarrollo sostenible en Nueva York y su región metropolitana.

## Afiliaciones y consorcios
El Instituto de la Tierra es miembro de, o tiene estrecha relación con, las siguientes entidades.

### Consorcio Forestal de Black Rock
El Consorcio Forestal de Black Rock es un conjunto de universidades, escuelas e instituciones que opera el bosque de Black Rock (3 750 acres, 15,2 km²) en el curso alto del río Hudson. Este bosque funciona como estación de campo para investigación, educación y conservación. Su director es William Schuster.

### Centro Sabin para Legislación contra el Cambio Climático
El Centro Sabin para Legislación contra el Cambio Climático desarrolla técnicas legales para luchar contra el calentamiento mundial, forma alumnado de Derecho y abogados en su uso, y suministra públicamente recursos actualizados sobre temas clave en normativa climática. Trabaja estrechamente con los científicos del instituto de LA Tierra, con organismos estatales, con ONG y con organizaciones académicas. Sus actividades están lideradas por el director Michael Gerrard, el profesor de práctica profesional de la Facultad de Derecho de Columbia, Andrew Sabin, y el director ejecutivo del Centro Sabin, Michael Burger.

### Instituto Goddard de la NASA para Estudios Espaciales
El Instituto Goddard de Estudios Espaciales (GISS por sus siglas en inglés), de la NASA, se fundó en 1961 como la sucursal neoyorquina del departamento teórico del Centro de vuelo espacial Goddard. El GISS fue separado de este departamento en 1962. Ahora forma parte del departamento de ciencias de la Tierra. El GISS investiga ampliamente el calentamiento mundial. Entre sus objetivos se encuentra la investigación básica en ciencias espaciales para apoyar los programas de su organismo madre. Su director es Gavin Schmidt.

### Unidades de investigación
- Centro de Agricultura y Seguridad Alimentaria, Universidad de Columbia
- Observatorio Terrestre Lamont–Doherty
- Centro para Ríos y Estuarios
- Centro de Investigación en Sistemas Climáticos
- Centro del Instituto de la Tierra para la Sostenibilidad Medioambiental
- Centro de Ingeniería de la Tierra Archivado el 14 de octubre de 2008 en Wayback Machine.
- Centro Lenfest para la Energía Sostenible
- Centro para la Salud Mundial y el Desarrollo Económico (CGHED)
- Centro para el Desarrollo de la Salud Nacional en Etiopía (CNHDE)
- Centro de Globalización y Desarrollo Sostenible (CGSD)
- Centro para el Estudio de Ciencia y Religión
- Centro sobre Capitalismo y Sociedad
- Centro para el Desarrollo Urbano Sostenible
- Centro para la Red Internacional de Información sobre las Ciencias de la Tierra
- Instituto de Investigación Internacional para Clima y Sociedad
- Centro de Investigación sobre Riesgos

### Organismos conjuntos del Instituto de la Tierra y otras instituciones
- Consorcio Forestal de Black Rock
- Centro para la Investigación de Decisiones Medioambientales
- Instituto Cooperativo para Aplicaciones de Clima e Investigación
- Instituto Goddard de Estudios Espaciales

- Datos: Q2209905
- Multimedia: The Earth Institute / Q2209905